# Dar'ja Ustinova
Dar'ja Konstantinovna Ustinova (in russo Дарья Константиновна Устинова?; Kamensk-Ural'skij, 28 agosto 1998) è una nuotatrice russa.
Specializzata nel dorso, ha partecipato alle Olimpiadi di Rio de Janeiro 2016, classificandosi 23ª nei 100m dorso e quarta nella finale dei  200 metri dorso.

## Palmarès
- Mondiali

Barcellona 2013: bronzo nella 4x100m misti.
- Mondiali in vasca corta

Windsor 2016: bronzo nella 4x200m sl.
- Europei

Berlino 2014: bronzo nei 200m dorso.
Glasgow 2018: oro nella 4x100m misti e argento nei 200m dorso.
- Europei in vasca corta

Netanya 2015: argento nei 200m dorso.
- Olimpiadi giovanili

Nanchino 2014: argento nella 4x100m sl e nella 4x100m misti mista e bronzo nei 50m sl.
- Mondiali giovanili

Dubai 2013: oro nei 100m dorso, nella 4x100m misti e nella 4x100m misti mista, argento nei 50m dorso e bronzo nei 200m dorso.
- Europei giovanili

Poznań 2013: oro nei 50m dorso, nei 100m dorso, nella 4x100m sl, nella 4x100m misti e nella 4x100m misti mista.
Dordrecht 2014: oro nei 50m dorso, nei 100m dorso, nei 200m dorso, nella 4x200m sl, nella 4x100m misti e nella 4x100m misti mista.

## International Swimming League
| Stagione 2020 | Stagione 2021 |
| ------------- | ------------- |
| Iron          | NY Breakers   |